# Mandula-légycincér
A mandula-légycincér (Molorchus kiesenwetteri) a cincérfélék családjába tartozó, Közép- és Dél-Európában, valamint Nyugat-Ázsiában honos, lombos fákon élő bogárfaj. 

## Megjelenése
A mandula-légycincér testhossza 4-7 mm. Testalkata karcsú, megnyúlt. Az előtor oldalai ívesek, a szárnyfedők csökevényesek, kb, a kétötödéig fedik a potrohot; alóluk kilátszanak a hártyás repülőszárnyak. Alapszíne fekete; szárnyfedői barnássárgák, de csúcsuk fekete; a csápok és lábak vörösesbarnák. Szárnyfedői a csúcs előtt harántbemélyedéssel, és a varraton a pajzsocska mögött is bemélyedtek. Az előtor egyenletesen és durván, szórtan pontozott (az egész felületük fényes, kiemelkedő sima dudorok nélkül); a szárnyfedők szórtan, de az előtornál finomabban pontozottak.

## Elterjedése és életmódja
Eurázsiában honos, Közép- és Dél-Európától Kis-Ázsián át a Kaukázusig és Északnyugat-Iránig. Magyarországon elterjedt, de ritka, többek között Budapest, Kalocsa, Dabas, Őszöd, Siófok, Sukoró, Pápa, Magyaróvár, Sopron, Bátorliget környékén ismertek állományai. 
Bozótos legelők, felhagyott gyümölcsösök, elhanyagolt kertek lakója. Lárvája különféle lombos fák és bokrok (elsősorban rózsafélék: alma, körte, szilva, mandula, kökény, galagonya, vadrózsa, stb.) nemrég elhalt, vékony ágaiban (max. 1 cm vastag) él. Egy évig fejlődik, majd nyár végén a fában bebábozódik. Az imágó május-júniusban rajzik, többnyire a tápnövény lombjaiban tartózkodik. 
Magyarországon nem védett.